# Prociphilus formosanus
Prociphilus formosanus är en insektsart. Prociphilus formosanus ingår i släktet Prociphilus och familjen långrörsbladlöss. Inga underarter finns listade i Catalogue of Life.